# Titularbistum Tingaria
Tingaria ist ein Titularbistum der römisch-katholischen Kirche.
Es geht zurück auf einen untergegangenen Bischofssitz in der gleichnamigen antiken Stadt, die in der römischen Provinz Mauretania Caesariensis lag.
| Nr. | Name                              | Amt                                  | von                | bis              |
| --- | --------------------------------- | ------------------------------------ | ------------------ | ---------------- |
| 1   | Charles-Auguste-Marie Paty        | Weihbischof in Luçon (Frankreich)    | 3. Januar 1966     | 4. Juli 1967     |
| 2   | Robert-Jacques-Victor Frossard    | Weihbischof in Paris (Frankreich)    | 30. September 1967 | 13. Februar 1988 |
| 3   | Franz Grave                       | Weihbischof in Essen (Deutschland)   | 31. März 1988      | 19. Februar 2022 |
| 4   | Eduardo Gonzalo Redondo Castanera | Weihbischof in Quilmes (Argentinien) | 15. Oktober 2022   |                  |